# Canton de Villers-Farlay
Le canton de Villers-Farlay est une ancienne division administrative française, située dans le département du Jura et la région Franche-Comté.

## Composition
Le canton de Villers-Farlay regroupait les communes suivantes :
| Nom                        | Code Insee | Intercommunalité  | Superficie (km2) | Population (dernière pop. légale) | Densité (hab./km2) |
| -------------------------- | ---------- | ----------------- | ---------------- | --------------------------------- | ------------------ |
| Villers-Farlay (chef-lieu) | 39569      | CC du Val d'Amour | 10,04            | 688 (2014)                        | 69                 |
| Chamblay                   | 39093      | CC du Val d'Amour | 13,82            | 426 (2014)                        | 31                 |
| Champagne-sur-Loue         | 39095      | CC du Val d'Amour | 3,77             | 126 (2014)                        | 33                 |
| Cramans                    | 39176      | CC du Val d'Amour | 8,13             | 521 (2014)                        | 64                 |
| Écleux                     | 39206      | CC du Val d'Amour | 6,20             | 216 (2014)                        | 35                 |
| Grange-de-Vaivre           | 39259      | CC du Val d'Amour | 1,74             | 42 (2014)                         | 24                 |
| Mouchard                   | 39370      | CC du Val d'Amour | 6,18             | 1 171 (2014)                      | 189                |
| Ounans                     | 39399      | CC du Val d'Amour | 12,19            | 373 (2014)                        | 31                 |
| Pagnoz                     | 39403      | CC du Val d'Amour | 3,29             | 232 (2014)                        | 71                 |
| Port-Lesney                | 39439      | CC du Val d'Amour | 10,91            | 539 (2014)                        | 49                 |
| Villeneuve-d'Aval          | 39565      | CC du Val d'Amour | 3,99             | 93 (2014)                         | 23                 |

## Représentation

### Conseillers d'arrondissement de 1833 à 1940
Le canton de Villers-Farlay appartenait à l'arrondissement de Poligny jusqu'à sa disparition en 1926.
| Période                                  | Période | Identité                         | Étiquette   | Qualité |
| ---------------------------------------- | ------- | -------------------------------- | ----------- | --- |
| 1833                                     | 1848    | Édouard Bavilley                 |             | Propriétaire à Port-Lesney                                                                                  |
|                                          |         |                                  |             | |
| av.1882                                  |         | Jean Pierre François Félix Cornu |             | Notaire à Villers-Farlay, délégué cantonal                                                                  |
|                                          |         |                                  |             | |
| av.1892                                  | 1895    | M. Tonnot                        |             | Notaire à Port-Lesney                                                                                       |
| 1895                                     |         | Louis Armand Billet (1851-1918)  | Républicain | Négociant, maire de Port-Lesney                                                                             |
|                                          |         |                                  |             | |
| 1919                                     | 1940    | Georges Pontarlier               | Rad.        | Viticulteur et hôtelier, maire de Port-Lesney                                                               |
| 1940                                     |         |                                  |             | Les conseils d'arrondissement ont été suspendus par la loi du 12 octobre 1940 et n'ont jamais été réactivés |
| Les données manquantes sont à compléter. |         |                                  |             | |

### Conseillers généraux de 1833 à 2015
| Période               | Identité                           | Parti              | Qualité |
| --------------------- | ---------------------------------- | ------------------ | --- |
| 1833-1848             | Joseph Marie Pretet (1788-1861)    |                    | Chef de bataillon d'infanterie Propriétaire à Cramans |
| 1848-1871             | Léopold François Pavans de Ceccaty |                    | Avocat puis Juge d'instruction à Arbois puis Président du Tribunal civil de Lure puis Conseiller à la Cour de Besançon                                                             |
| 1871-1899 (décès)     | Félix Chavelet                     | Républicain        | Propriétaire, maire d'Ounans |
| 1899-1918 (décès)     | Louis Armand Billet                | Rad.               | Meunier, marchand épicier, négociant, marchand de vin Maire de Port-Lesney |
| 1918-1919             | siège vacant                       |                    | |
| 1919-1925             | Nicolas Meyer                      | Rad.               | Colonel en retraite, maire de Villers-Farlay |
| 1925-1940             | Louis Javel (1876-1973)            | Rad.               | Industriel - Maire de Mouchard |
|                       |                                    |                    | |
| 1943-1945             | Georges Pontarlier (1882-1946)     | Rad.               | Viticulteur et hôtelier Conseiller d'arrondissement, maire de Port-Lesney Nommé conseiller départemental en 1943                                                                   |
|                       |                                    |                    | |
| 1945-1949             | Louis Javel fils                   | Rad.               | Industriel - Maire de Mouchard |
| 1949-1967             | Edgar Faure                        | RGR puis UDR       | Avocat - Maire de Port-Lesney Président du Conseil général (1949-1967) Ministre (1950-1951, 1955-1956) Député du Jura (1946-1958) Elu en 1967 dans le Canton de Pontarlier (Doubs) |
| 1967-1985             | Louis Javel                        | DVG puis Centriste | Maire de Mouchard |
| 1985-1992             | Claude Léqué                       | RPR                | Employé, Villers-Farlay |
| 1992-2014 (démission) | Jean-Marie Sermier                 | DVD puis UMP       | Exploitant agricole, viticulteur Député depuis 2002 Maire de Cramans (1989-2014)                                                                                                   |
| 2014-2015             | Françoise Arnould                  | DVD                | Retraitée Conseillère municipale de Port-Lesney |

## Démographie
| 1962  | 1968  | 1975  | 1982  | 1990  | 1999  | 2006  | 2011  | 2012  |
| ----- | ----- | ----- | ----- | ----- | ----- | ----- | ----- | ----- |
| 3 783 | 3 722 | 3 565 | 3 546 | 3 548 | 3 572 | 4 074 | 4 308 | 4 390 |